# ريوكو تاني
ريوكو تاني (6 سبتمبر 1975) هي لاعبة جودو يابانية سابقة في وزن أقل من 48كلغ، تحصلت على بطولة العالم للجودو 7 مرات لتكون بذلك الرياضية الأكثر فوزا بهذا اللقب.

## روابط خارجية
- ريوكو تاني على موقع الفيدرالية الدولية للجودو (الإنجليزية)
- ريوكو تاني على موقع JudoInside.com (الإنجليزية)
- ريوكو تاني على موقع AllJudo.net (الفرنسية)
- ريوكو تاني على موقع اللجنة الأولمبية الدولية (الإنجليزية)
- ريوكو تاني على موقع أوليمبيديا (الإنجليزية)